# Meoneura helvetica
Meoneura helvetica is een vliegensoort uit de familie van de Carnidae. De wetenschappelijke naam van de soort is voor het eerst geldig gepubliceerd in 1997 door Papp.